# راسل جانسون
 راسل جانسون (انگلیسی: Russell Johnson؛ ۱۰ نوامبر ۱۹۲۴ – ۱۶ ژانویهٔ ۲۰۱۴) یک هنرپیشه اهل ایالات متحده آمریکا بود. وی بین سال‌های ۱۹۵۰ تا ۱۹۹۷ میلادی فعالیت می‌کرد.